# 황산모봉

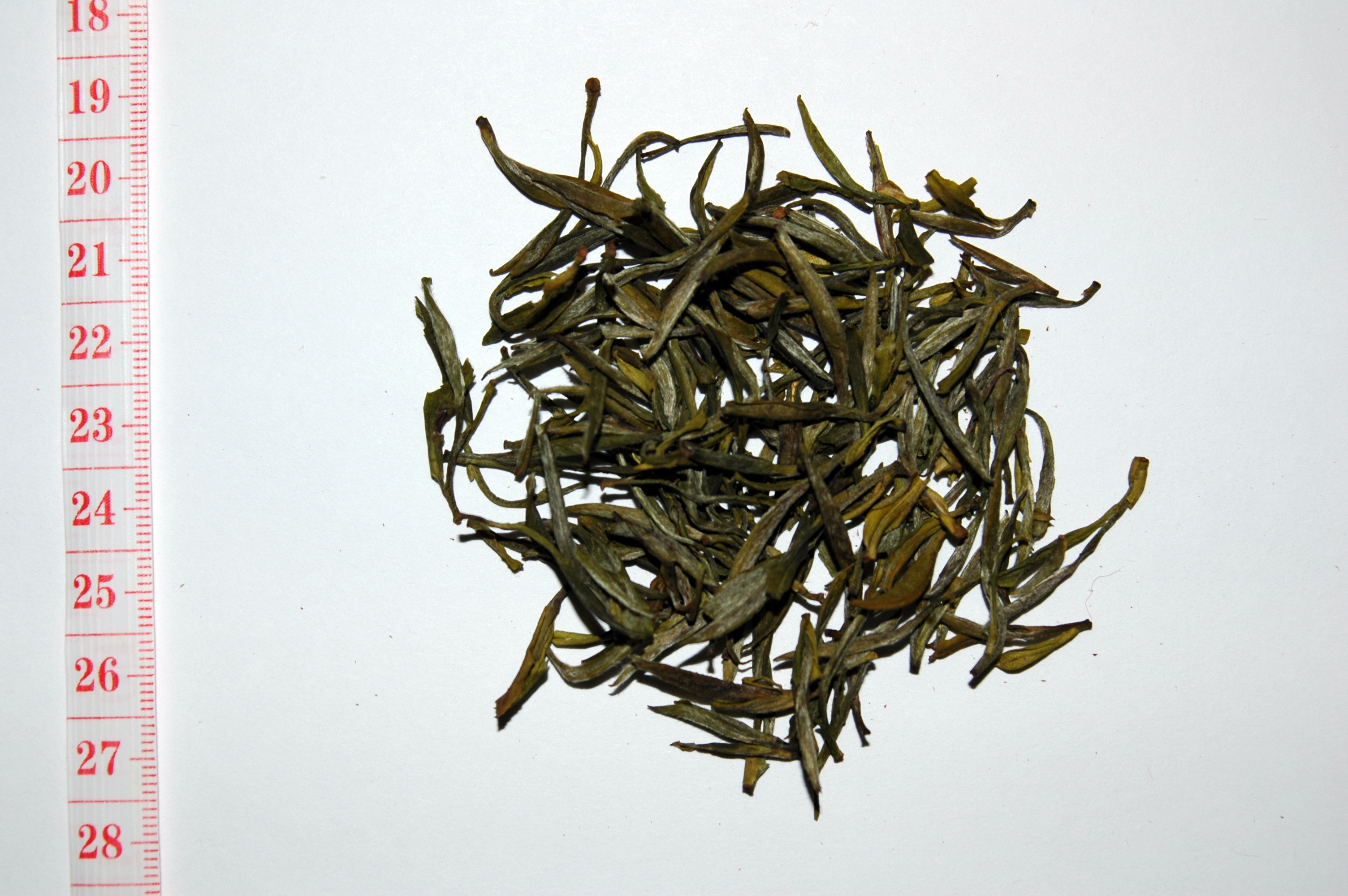
황산모봉

황산모봉(중국어: 黄山毛峰, 병음: huángshān máofēng 황산마오펑[*])은 중국 황산의 대표적인 명차이다. 안후이성의 명차로는 기문 홍차와 더불어 황산모봉이 손꼽힌다. 황산모봉은 종류로는 녹차이며, 작고 흰 은빛 털이 차 잎을 덮고 있는 외관으로 보면 백차와도 비슷하다.

## 기후
해발 900~1000m 사이의 차밭에서, 연 평균 14~17도의 온도와 2,000mm 이상의 비가 내리는 황산만의 독특한 지리적 기후 환경에서 자란다. 청명에서 입하 때까지 차를 수확한다. 그 이후에 따서 만든 것은 모봉차로 취급하지 않는다.

## 종류
황산 모봉차 중에서도 금황편과 상아색을 으뜸으로 손꼽는다. 주요 생산지로는 도화봉, 자운봉, 운곡사, 조교암, 자광암 등이 있으며, 이곳에서 생산한 황산모봉을 특급으로 취급한다. 따라서 수량이 많지 않다.

## 맛
우려낸 잎은 선명한 황록색을 띠고 있고, 마시면 향기가 높고, 맛이 신선하고 부드럽다.

## 같이 보기
- 중국의 명차